# Тайна монастырской ракии
«Тайна монастырской ракии» (серб. Тајна манастирске ракије) — фильм, кинокомедия режиссёра Слободана Шияна. Снят в СФРЮ в 1988 году. В прокате ряда англоязычных стран известен под названием «Secret Ingredient», в США — «Cognac».

## Сюжет
Американский миллиардер, воевавший ранее в рядах югославских партизан, жертвует большие деньги на восстановлении в Хорватии древнего монастыря. За это он рассчитывает получить старый рецепт ракии, которая во время войны чудесным образом исцелила его. Правительство СФРЮ принимает дар, но выясняется, что секрет приготовления напитка известен только монахам, а те давно покинули монастырь. По заданию отца в Югославию прилетает его дочь и даёт объявление в газету, предлагая щедрое вознаграждение каждому монаху, который вернётся в обитель. Монастырь быстро наполняется лже-монахами, среди которых, откровенные мошенники, поездной вор, финансовые инспекторы, милиционеры. Возглавляет «братство» переодетый в настоятеля инспектор милиции Боголюб Богданович. Ситуация значительно запутывается из-за того, что подвалы пустующего ранее монастыря использует в качестве перевалочной базы цыганская криминальная группа. Кроме того, у Эллы Фрезиер возникает романтическое чувство к «отцу Никамие». Наконец, наибольшей проблемой является древний обет молчания, которому все лже-монахи вынуждены следовать, общаясь жестами и притопыванием ноги в знак согласия или отрицания. В результате полу-комических, полу-детективных приключений этой разномастной общине удаётся получить бочку великолепной ракии.

## В ролях
- Рик Россович — Инспектор Боголюб (отец Никамия)
- Кэтрин Хикс — Элла Фрезиер
- Гари Крёгер — Чарльз Лоуренс
- Джефф Кори — полковник Фрезиер
- Брэд Декстер — Велько Пантович
- Велимир Живоинович — Абдулла Великий
- Никола Семич — брат Габриэль

## Критика
Критики из Югославии позиционируют этот фильм Слободана Шияна значительно ниже его «золотых» работ «Марафонцы бегут круг почёта» и «Кто там поёт?», признавая при этом, что режиссёр сохраняет свой крайне доброжелательный юмор. Невысокую успешность картины относят на счёт разных стандартов и художественных целей югославского национального кинематографа и продюсеров капиталистических стран. В качестве аналогичных примеров приводится фильмы Душана Макавеева «Монтенегро» (продюсеры из Швеции) и «Кокакольщик» (австралийские продюсеры).